# Trichamechana marmorata
Trichamechana marmorata là một loài bọ cánh cứng trong họ Cerambycidae.